# 東方経済フォーラム

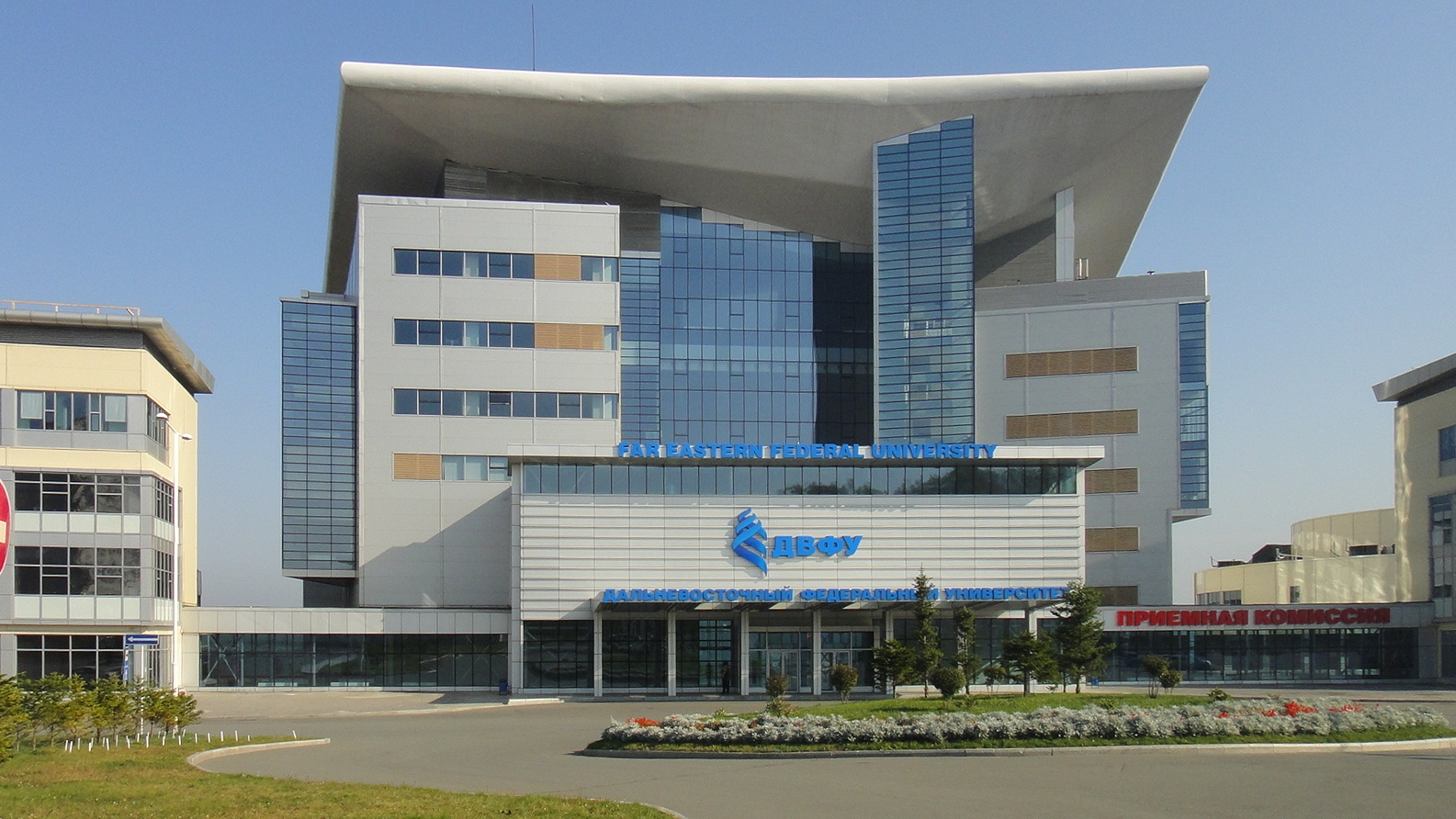
会場の極東連邦大学の主要建物

東方経済フォーラム（とうほうけいざいフォーラム、英語: Eastern Economic Forum、略称: EEF、ロシア語: Восточный экономический форум、略称: ВЭФ ヴェフ）は、ロシア極東部への外国からの投資を促すため、ウラジオストクでほぼ毎年開催される国際会議である。

## 概要

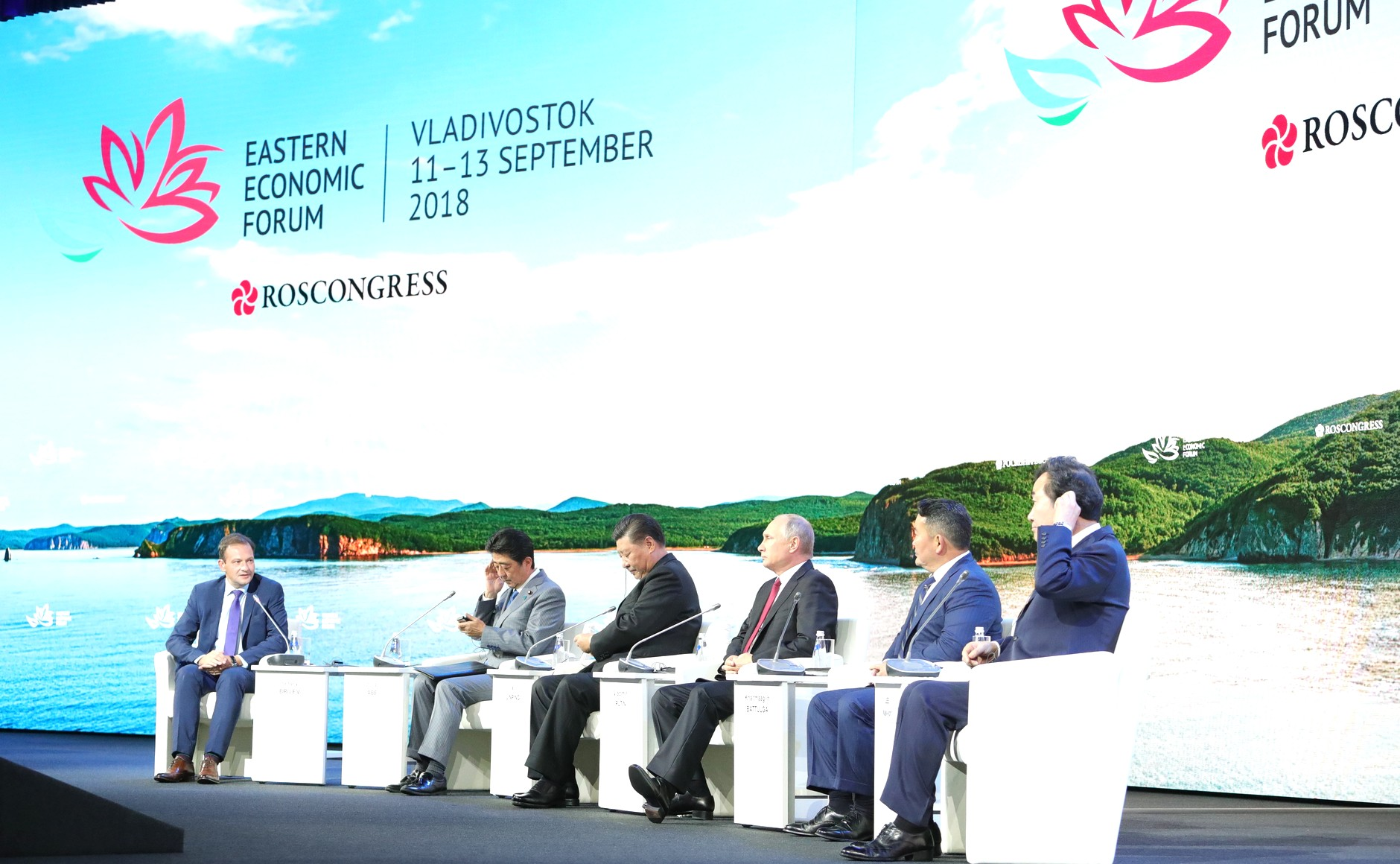
2018年開催の第4回フォーラム

東方経済フォーラムはロシア極東部へ外国からの投資を促すのが主目的の国際会議で、2015年から毎年9月にウラジオストクの極東連邦大学を会場として開催されている。ロシア連邦大統領ウラジーミル・プーチンらも毎年参加していた。2020年開催予定の第6回フォーラムは新型コロナウイルスの感染拡大を受けて中止され、2021年9月開催に延期された。
東方経済フォーラムはロシア連邦政府のロシア国際会議協会が任命する組織委員会が主催していて、この協会が開催する国際会議にはこのほかサンクトペテルブルク国際経済フォーラムなどがある。
- 第1回：2015年9月3日-5日
- 第2回：2016年9月2日-3日
- 第3回：2017年9月6日-7日
- 第4回：2018年9月11日-13日
- 第5回：2019年9月4日-6日
- 第6回：2020年9月→2021年9月[2][3]
- 第7回：2022年9月5-8日[4]

第7回は、2022年ロシアのウクライナ侵攻とこれに対して西側諸国の経済制裁が続く開かれたが、プーチン大統領が出席したほか、親ロシアまたは対ロシア制裁に参加していない以下の諸国の政府首脳・幹部が参加した。
出席
中華人民共和国（栗戦書 全人代常務委員長）、モンゴル（ロブサンナムスライ・オユーンエルデネ首相）、ミャンマー（ミン・アウン・フライン国軍総司令官）、アルメニア（ニコル・パシニャンアルメニアの首相）
オンライン参加
インド（ナレンドラ・モディ首相）、ベトナム（ファム・ミン・チン首相）、マレーシア（イスマイル・サブリ・ヤアコブ首相）